# Villa Grove (Illinois)
Pour les articles homonymes, voir Villa Grove.
Villa Grove est une ville du comté de Douglas, dans l'Illinois, aux États-Unis. Le village de Villa Grove est fondé le 23 juin 1887. Villa Grove est incorporé, en tant que ville, le 24 mars 1904,. Lors du recensement de 2010, la ville comptait une population de 2 537 habitants.

## Source de la traduction
- (en) Cet article est partiellement ou en totalité issu de l’article de Wikipédia en anglais intitulé « Villa Grove, Illinois » (voir la liste des auteurs).